# Брандмауэр
Брандма́уэр (нем. Brandmauer, от Brand — «пожар», и Mauer — «стена») — глухая противопожарная стена здания, выполняемая из негорючих материалов и предназначенная для воспрепятствования распространению огня на другие здания или соседние части здания.
Стена как противопожарная преграда выстраивается исключительно на фундаменте и имеет бо́льшую толщину, нежели основные стены здания. В отличие от других конструкций здания (пола, крыши, стены), заполнение проёмов в брандмауэре нормируется специальными пределами огнестойкости. Устройство каналов, шахт и трубопроводов, дверей или окон для вентиляции в противопожарных стенах не предусматривается, за исключением единичных случаев, обусловленных техническими особенностями помещения.
Застройка смежных земельных участков без отступа зданий от боковых границ участков так, что здания примыкают друг к другу через глухие стены, называется брандмауэрной застройкой территории.

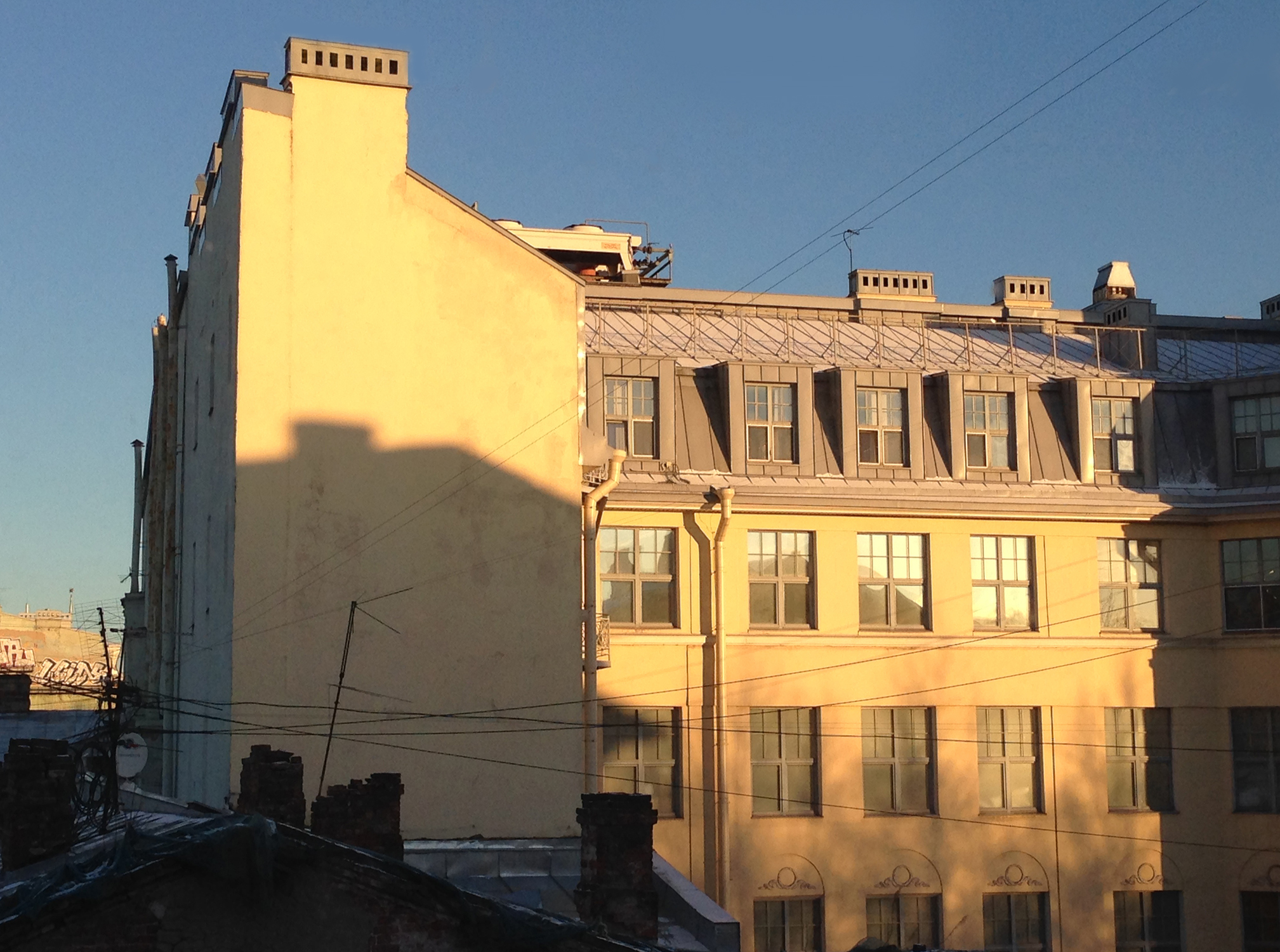
Внешний дворовой брандмауэр каменного дома в Санкт-Петербурге
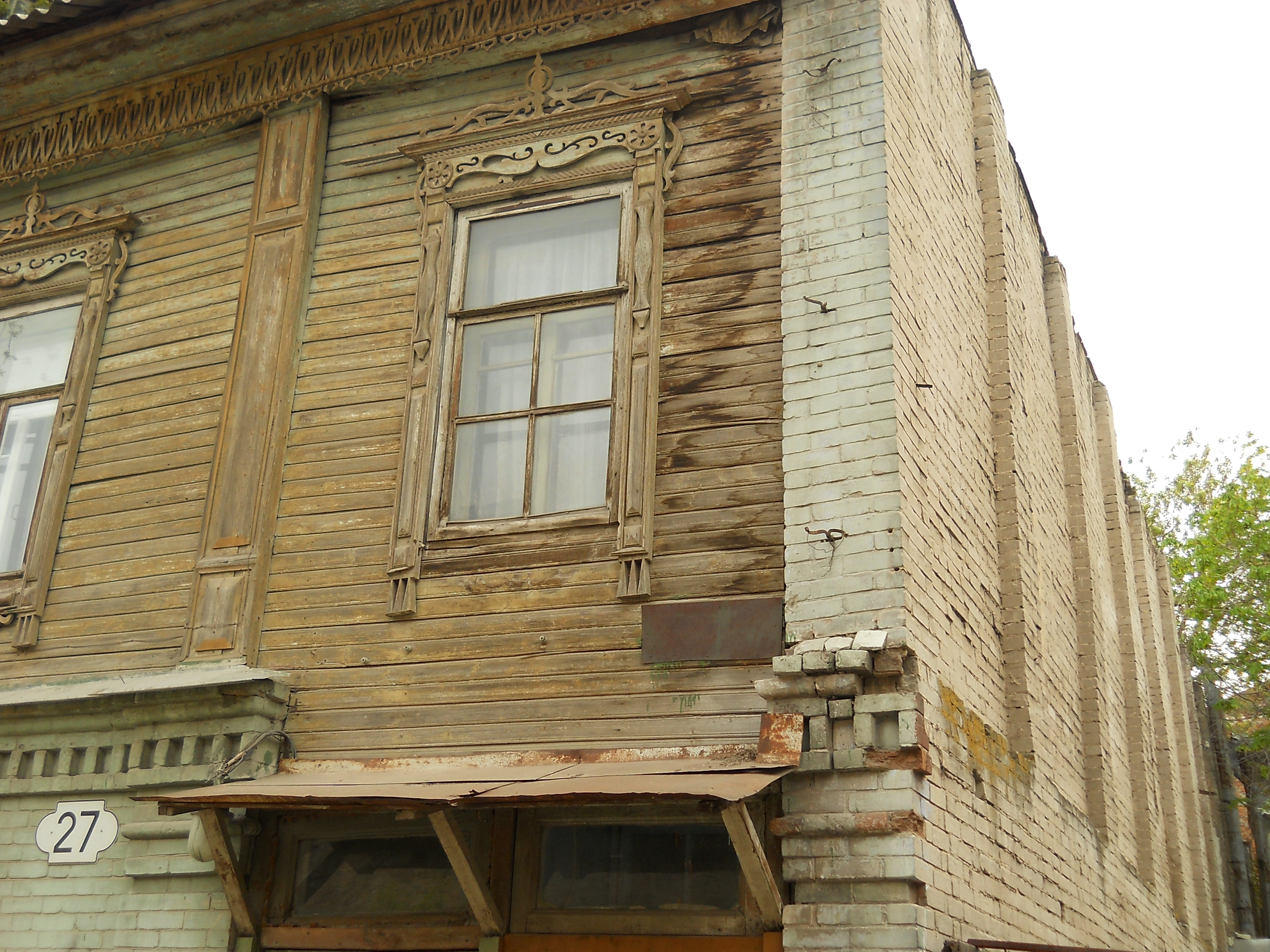
Внешний брандмауэр деревянного дома в Самаре
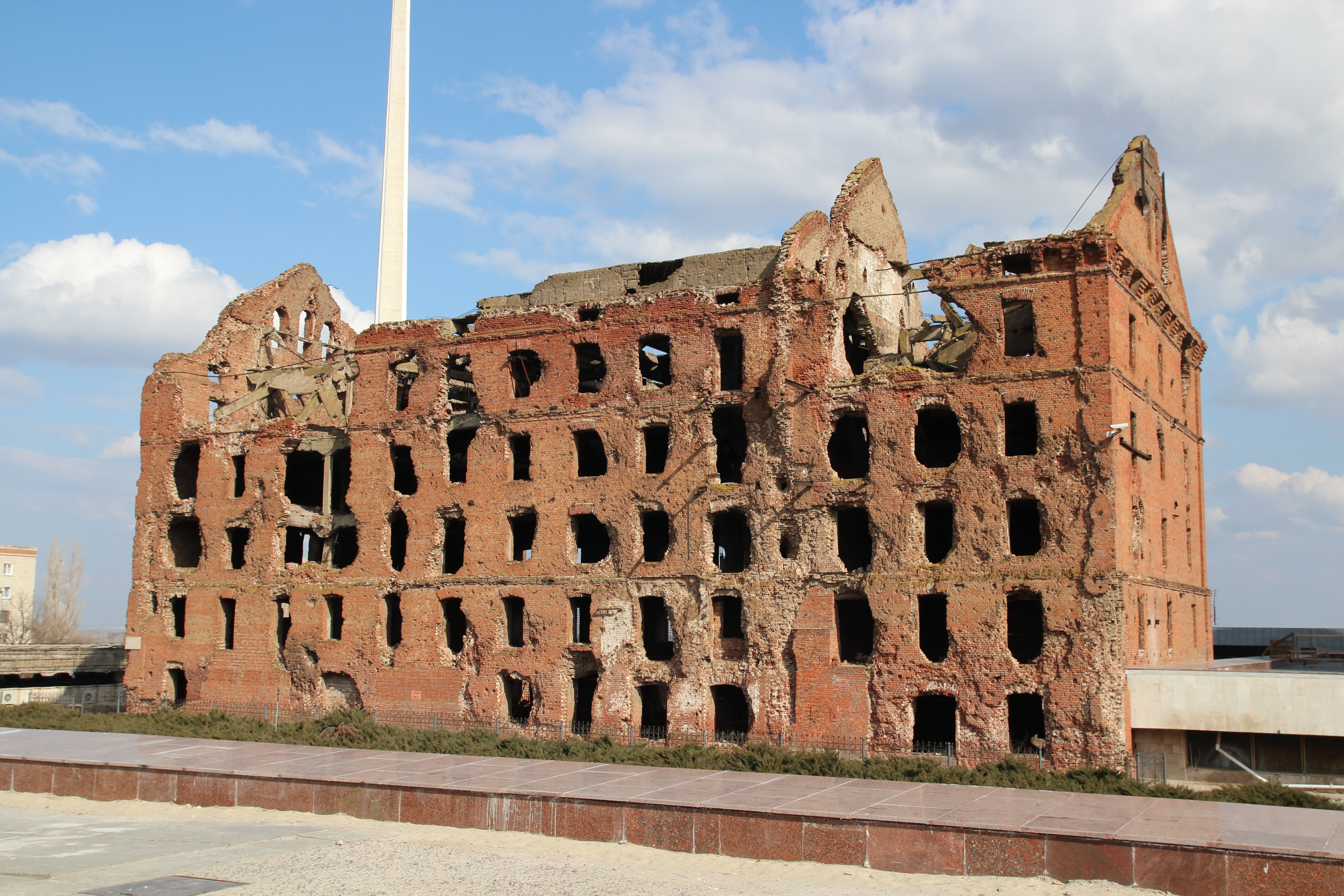
Внутренний брандмауэр мельницы Гергардта (средняя поперечная стена в правой трети здания)